# Klaas Hulst
Klaas Hulst (Groningen, 1 april 1953) is een Nederlands acteur. Hij werd vooral bekend door zijn rol van Henk Simons in Medisch Centrum West. Verder speelde hij rollen in onder andere Laat maar zitten, Baantjer en SpangaS.

## Filmografie
- Het teken van het beest: werkman (1980)
- Zeg 'ns Aaa (1986)
- Laat maar zitten: Rogier de Wolf - 1988 / Eimert van Koningsberge (1990)
- De Dageraad: Sjoerd de Vries (1991)
- Medisch Centrum West: Henk Simons (1991-1994)
- Baantjer: Hannes (1995)
- Fort Alpha: rechercheur (1996)
- Hartslag: Kees (2004)
- Baantjer: Berend van den Heuvel (2006)
- Voetbalvrouwen: Tony Minnema (2007)
- Juliana, prinses van Oranje: stikker (2009)
- Verborgen gebreken: rechercheur van Tol (2009)
- Julia's hart: mijnheer de Jong (2009)
- Kom niet aan mijn kinderen: vader van Hanne (2010)
- SpangaS: vader van Luxor (2009-2011)
- Spangas op survival: vader van Luxor (2009)
- Goede tijden, slechte tijden: Hans Kuiper (2014)